# 한국 독립교회 선교단체 연합회
한국 독립교회 선교단체 연합회는 카이캄 또는 KAICAM이라고도 불리며, 대한민국의 개신교회 신복음주의 성향의 개혁주의 신학적 배경을 지닌 단체로 기존 교단과 관련없거나 분리된 독자 설립 개교회들과 선교단체들의 연합체이다. 결성 초기는 소속했던 장로교단과 대립하였던 할렐루야 장로교회와 갈보리 장로교회가 주축이 되었다. 할렐루야 교회와 갈보리 교회가 소속 교단에서 떠나며, 횃불선교센터를 설립하여 한국독립교회연합회를 결성하고, 1997년 한국 독립 교회, 선교 단체 연합회를 창립하였다. 횃불선교센터는 교육기관으로 발전하여 1998년 학교법인 횃불학원, 횃불트리니티신학대학원을 설립하는 기반이 되었다. 2003년에는 사단법인 한국독립교회·선교단체 연합회로 출범하였다.

## 목사안수

### 목사안수 청원자격
연합회 홈페이지를 통해 2년이상 사역 경력 및 정규 신학교 석사 졸업을 청원자격 조건으로 공지하고 있다. (아래 공지내용)
1. 국내외 정규 신학대학원 M.Div(목회학) 졸업자 (2년 이상의 사역경력 필요)
2. 국내외 정규 신학대학교 4년의 신학과정을 졸업하고 정규 신학대학원의 Th.M 졸업 혹은 M.Div eq.를 졸업한 자(2년 이상의 사역 경력 혹은 3년 이상의 해외파송 선교사 경력 필요 : 파송확인서, 선교보고서 제출)
3. 정규 신학대학원 일반신학석사학위 소지자로서 목회/선교사역에 현저한 공적이 있다고 인정된 자 (5년 이상의 사역 경력 혹은 해외 파송선교사 경력 등)는 사전심사에 의하여 응시자격을 받을 수 있다.